# Matorsuaq

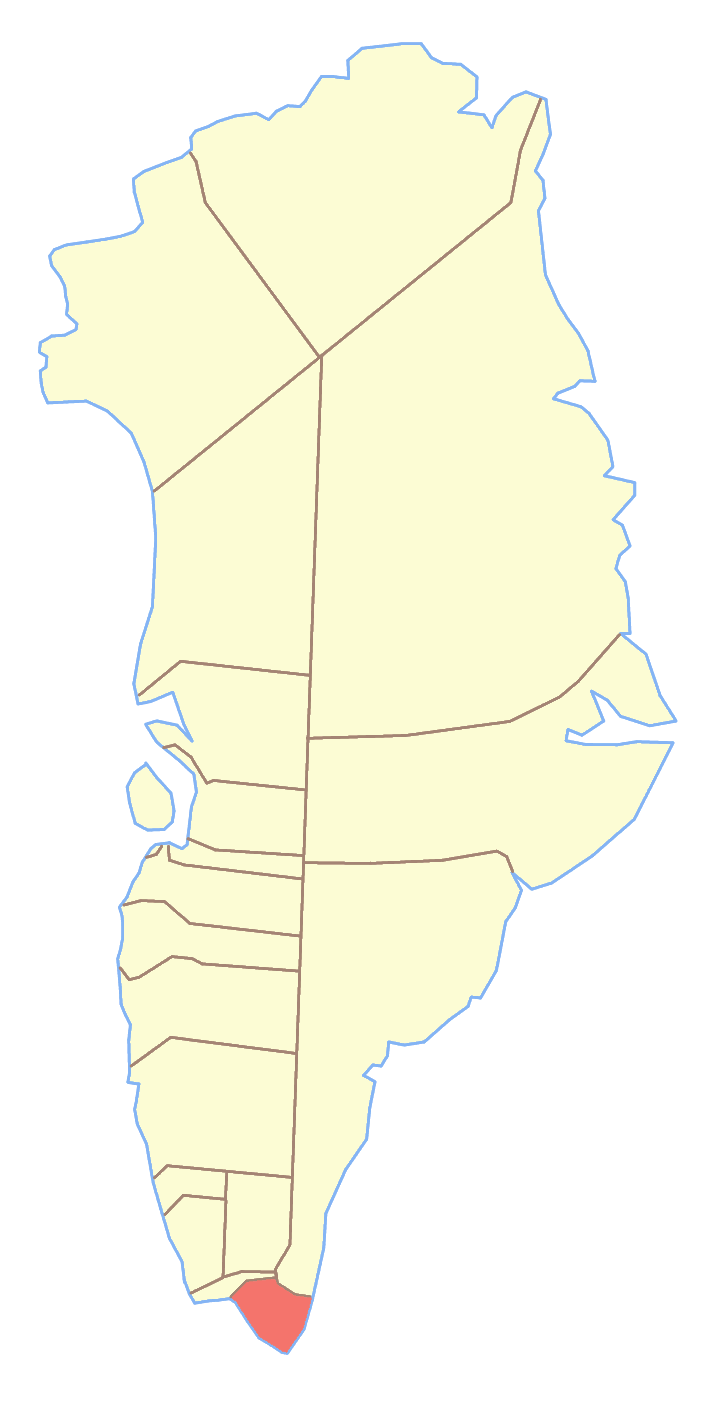
Ex comune di Nanortalik, dove si trovava il Matorsuaq

Il Matorsuaq è una montagna della Groenlandia alta 1023 metri. Si trova a 60°45'N 45°16'O; appartiene al comune di Kujalleq.